# Luke Perry

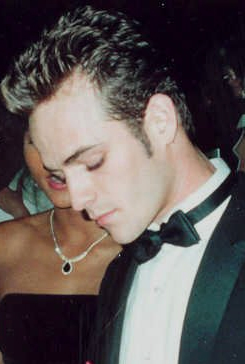
Luke Perry (1991)

Luke Perry, właśc. Coy Luther Perry III (ur. 11 października 1966 w Mansfield, zm. 4 marca 2019 w Burbank) – amerykański aktor telewizyjny i filmowy, występował jako Dylan McKay w serialu Beverly Hills, 90210 (1990–2000).

## Życiorys

### Wczesne lata
Urodził się w Mansfield w Ohio jako syn Ann i hutnika Coya Luthera Perry’ego II. Jego rodzina miała pochodzenie angielskie, niemieckie, szkockie, irlandzkie, walijskie i holenderskie. Dorastał na farmie Fredericktown w Ohio wraz ze starszym bratem Thomasem (ur. 1965) i młodszą siostrą Amy (ur. 1970). Gdy miał sześć lat, jego rodzice rozwiedli się. Matka ponownie wyszła za mąż za Steve’a Bennetta. W 1980 jego ojciec zmarł na atak serca. W 1984 ukończył szkołę średnią we Fredericktown. Dorabiał w sklepie obuwniczym i fabryce klamek, zanim podjął pracę jako model.

### Kariera
Był na ok. 215 przesłuchaniach w Nowym Jorku, zanim wreszcie wystąpił w reklamie telewizyjnej dżinsów Levi’s 501. Pojawił się w teledysku „Be Chrool to Your Scuel” (1985) zespołu Twisted Sister wraz z Alice Cooperem. Następnie trafił do obsady opery mydlanej ABC Loving (1987–1988) i NBC Inny świat (Another World, 1988–1989). W 1990 wygrał casting do roli Dylana McKaya w serialu telewizyjnym dla młodzieży Beverly Hills, 90210, w którym grał przez sześć pierwszych sezonów w latach 1990–1995, i która przyniosła mu międzynarodową popularność.
Karierę na dużym ekranie rozpoczął jako Ray Ray w komediodramacie Gorąca noc (Scorchers, 1991) z Faye Dunaway i Jamesem Wilderem, dramacie Ostatni dreszcz (Terminal Bliss, 1992) z Alexisem Arquette’em i biograficznym dramacie sportowym 8 sekund (8 Seconds, 1994) ze Stephenem Baldwinem. W thrillerze Wróg (The Enemy, 2001) wystąpił w roli utalentowanego genetyka Michaela Ashtona. W serialu HBO John z Cincinnati (John from Cincinnati, 2007) zagrał postać przebiegłego agenta promującego surferów.
Quentin Tarantino zaangażował go do filmu Pewnego razu... w Hollywood (2019), opowiadającego o morderstwach grupy Charlesa Mansona z 1969, obok takich aktorów jak Al Pacino, Leonardo DiCaprio, Brad Pitt, Bruce Dern, Kurt Russell, Rafał Zawierucha, Margot Robbie, Dakota Fanning i Damian Lewis.

## Życie prywatne
20 listopada 1993 ożenił się z Rachel Sharp, z którą miał dwójkę dzieci: syna Jacka (ur. 15 czerwca 1997) i córkę Sophie (ur. 2000). Jednak 11 października 2003 roku doszło do rozwodu.
Zmarł 4 marca 2019 w Providence Saint Joseph Medical Center w Burbank w wieku 52 lat. Kilka dni wcześniej został przewieziony do tego szpitala na oddział intensywnej terapii, kiedy w swoim domu w Sherman Oaks doznał rozległego udaru mózgu.

## Filmografia

### Filmy fabularne
- 1991: Gorąca noc (Scorchers) jako Ray Ray
- 1992: Buffy postrach wampirów (Buffy the Vampire Slayer) jako Oliver Pike
- 1992: Ostatni dreszcz (Terminal Bliss) jako John Hunter
- 1994: 8 sekund (8 Seconds) jako Lane Frost
- 1996: Desperaci (Normal Life) jako Chris Anderson
- 1996: American Strays jako Johnny
- 1997: Piąty element (The Fifth Element) jako Billy Masterson
- 1997: Cena oddechu (Lifebreath) jako Martin Devoe
- 1997: Los Angeles w ogniu (Riot, TV) jako Boomer (nowela „Empty”)
- 1998: Śledząc śmierć (Indiscreet) jako Michael Nash
- 1999: The Night of the Headless Horseman (TV) jako Brom Bones (głos)
- 1999: Skok (The Heist) jako Jack
- 1999: Huragan (Storm) jako dr Ron Young
- 2000: Attention Shoppers jako Mark Pinnalore
- 2001: Trójkąt bermudzki (The Triangle, TV) jako Stu Sheridan
- 2001: Wróg (The Enemy) jako dr Michael Ashton
- 2001: Dirt jako adwokat
- 2002: We mgle (Fogbound) jako Bob
- 2002: Wojna w Johnson County (Johnson County War, TV) jako Harry Hammett
- 2005: Zagłada (Descent, TV) jako dr Jake Rollins
- 2003: Down the Barrel jako David
- 2005: Dishdogz jako Tony
- 2005: Supernova (TV) jako dr Chris Richardson
- 2007: Dzieciaki z High School Musical (Alice Upside Down) jako Ben McKinley
- 2007: Amatorzy sportu 3 (The Sandlot: Heading Home) jako Tommy „Santa” Santorelli
- 2008: Przysięga szeryfa (A Gunfighter's Pledge, TV) jako Matt Austin
- 2008: Córka panny młodej (A Very Merry Daughter of the Bride, TV) jako Charlie
- 2009: Äntligen midsommar! jako Sam
- 2009: Upstairs jako Ward Weaver
- 2009: Anioł i złoczyńca (Angel and the Badman, TV) jako Laredo Stevens
- 2009: Jadowita cisza (Silent Venom) jako porucznik komandor James O’Neill
- 2010: Czarny, biały i blues (Redemption Road) jako Boyd
- 2010: The Final Storm jako Silas Hendershot
- 2010: Hanna’s Gold jako Cole
- 2010: Good Intentions jako Chester Milford
- 2011: Sędzia Goodnight (Goodnight for Justice, TV) jako John Goodnight
- 2012: Sędzia Goodnight – Miara człowieka (Goodnight for Justice: The Measure of a Man, TV) jako John Goodnight
- 2013: Sędzia Goodnight – Królowa kier (Goodnight for Justice: Queen of Hearts, TV) jako John Goodnight
- 2013: Red Wing jako Carl Blanton
- 2013: ’’K-9: Pies, który uratował Święta’’ (’’K-9 Adventures: a Christmas Tale’’), (tytuł oryginalny: ’’Scoot & Kassie’s Christmas Adventure’’) jako Paul Stevenson
- 2014: Rytm moich kroków (Beat Beneath My Feet) jako Max Stone
- 2015: Jesse Stone: Zagubiony w raju (Jesse Stone: Lost in Paradise, TV) jako Richard Steele
- 2016: Love in Paradise (TV) jako Avery Ford
- 2019: Pewnego razu... w Hollywood (Once Upon a Time in Hollywood) jako Scott Lancer

### Seriale TV
- 1982: Voyagers! jako unijny więzień
- 1987–1988: Loving jako Ned Bates
- 1988–1989: Inny świat (Another World) jako Kenny
- 1990–1995: Beverly Hills, 90210 jako Dylan McKay
- 1993: Simpsonowie (The Simpsons) w roli samego siebie (głos)
- 1994–1995: Motomyszy z Marsa (Biker Mice from Mars) jako Napoleon Brie (głos)
- 1996: Mortal Kombat: Defenders of the Realm jako Sub-Zero
- 1996–1997: Incredible Hulk jako Rick Jones (głos)
- 1997: Inwazja (Invasion) jako Beau Stark
- 1997: Spin City jako Spence
- 1998–2000: Beverly Hills, 90210 jako Dylan McKay
- 1999–2000: Pepper Ann jako Stewart Waldinger
- 2000: Johnny Bravo w roli samego siebie (głos)
- 2000: Family Guy w roli samego siebie (głos)
- 2001–2002: Oz jako szeregowy Jeremiah Cloutier
- 2002–2004: Jeremiah jako Jeremiah
- 2005: Will & Grace jako Aaron
- 2005: Siostrzyczki (What I Like About You) jako Todd
- 2006: Fuks (Windfall) jako Peter Schaefer
- 2007: John z Cincinnati (John from Cincinnati) jako Linc Stark
- 2008: Prawo i porządek: sekcja specjalna (Law & Order: Special Victims Unit) jako Noah Sibert
- 2008: Zabójcze umysły (Criminal Minds) jako Benjamin Cyrus
- 2010: Uczciwy przekręt (Leverage) jako Dalton Rand
- 2010: Generator Rex jako Jacob
- 2011: Pound Puppies: Psia paczka jako Fang (głos)
- 2012: Dorastająca nadzieja (Raising Hope) jako duch Arbor Day
- 2012–2013: Anatomia prawdy (Body of Proof) jako oficer CDC dr Charlie Stafford
- 2013: Community jako amerykański inspektor Spacetime (Czas-przestrzeń)
- 2014: Mroczne zagadki Los Angeles (Major Crimes) jako Jon Worth
- 2017: Riverdale jako Fred Andrews